# The Wonderful Wager
The Wonderful Wager è un cortometraggio muto del 1916 diretto da René Plaissetty.

## Produzione
Il film fu prodotto dalla Lubin Manufacturing Company.

## Distribuzione
Distribuito dalla V-L-S-E, il film - un cortometraggio di due bobine - venne distribuito nelle sale statunitensi il 20 gennaio 1916.